# Gara Tanggulla
Gara Tanggula (Dangla) este o stație de cale ferată situată în Regiunea autonomă Tibet, China.

## Introducere

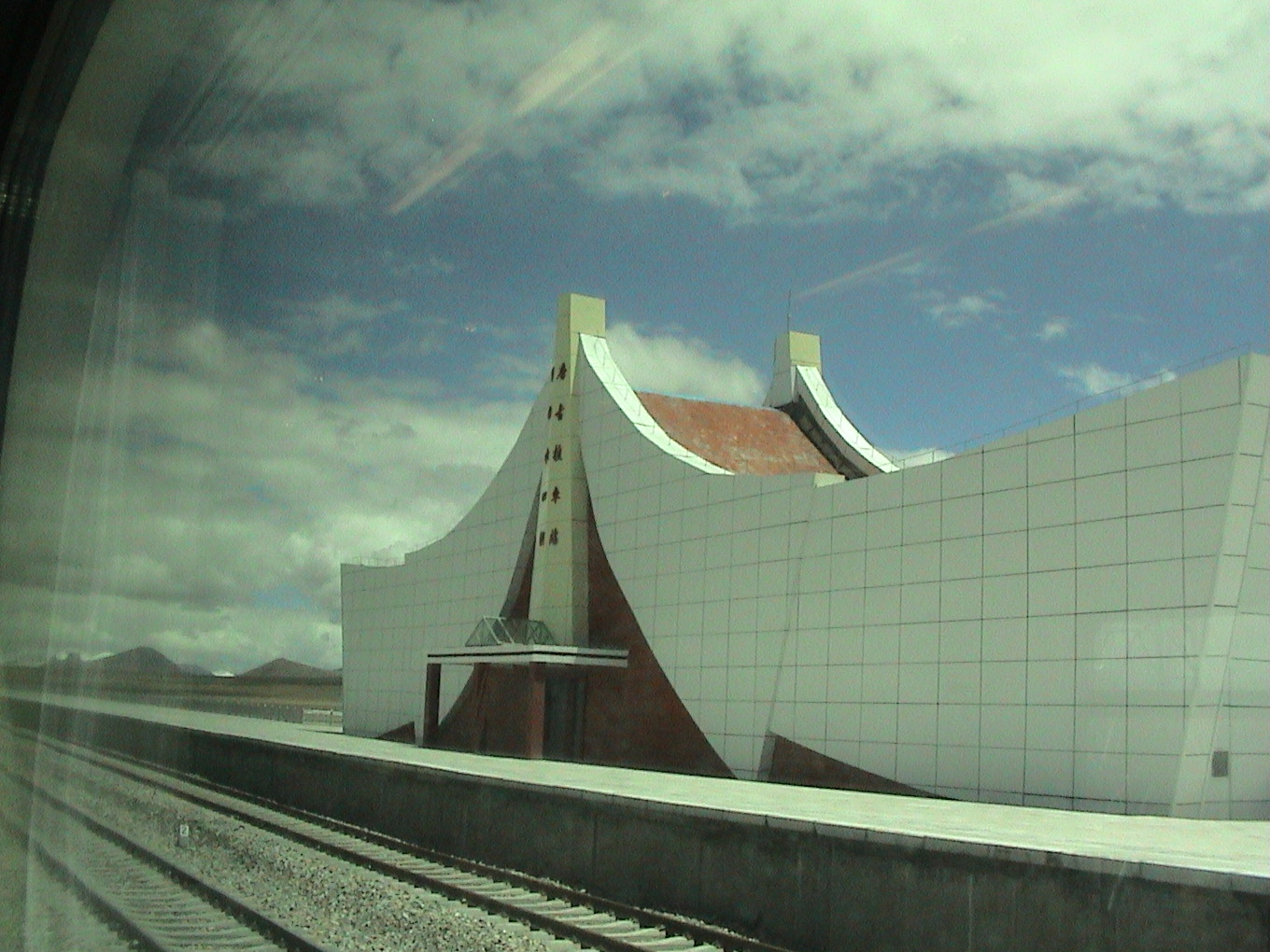
Gara Tanggula

Aceasta stație nedotată cu personal a fost deschisă la 1 iulie 2006. Stația este situată la 5068 de metri deasupra nivelului mării și este stația de cale ferată aflată la cea mai mare altitudine din lume. Aceasta se află la un kilometru distanță de cel mai înalt punct de cale ferată din lume (5072 de metri).

## Program
Până în prezent (2010), niciun serviciu de transport călători din stație nu este disponibil, deoarece regiunea este nelocuită. Un tren poate opri în stație să aștepte un alt tren care vine din direcția opusă, dar pasagerii sunt obligați să rămână în tren.